# Fatalmoudou Touré
Fatalmoudou Touré (* 1963) ist eine ehemalige malische Sprinterin. Sie nahm an den Olympischen Sommerspielen 1980 in Moskau teil und war die erste Frau, die für Mali an Olympischen Spielen teilnahm.

## Sport
Im Wettlauf über 800 Meter schied sie in den Vorläufen aus.